# Isacco Artom
Isacco Artom (né à Asti le 31 décembre 1829, mort à Rome le 24 janvier 1900) est un diplomate et un homme politique italien, il est le premier Juif d'Europe à occuper une charge diplomatique importante hors de ses frontières et à être sénateur du royaume d'Italie.

## Biographie
Isacco Artom est né dans une des familles juives les plus importantes de la ville d'Asti, il est le fils de Raffael Beniamino et de Benedetta Segre. Il fait ses études universitaires à Pise où il est en contact avec le milieu risorgimentale.
En 1848, il prend part à la guerre contre l'Autriche en s'enrôlant dans le bataillon universitaire. Après une période de maladie, il reprend ses études à la faculté de droit de Turin où il fait la connaissance de Costantino Nigra qui devient son ami. Entre 1850 et 1859, il collabore à des journaux : l'Opinione et le Crepuscolo. Après avoir travaillé au Ministère des Affaires étrangères, il est appelé par Camillo Cavour comme homme de confiance de son secrétariat. Son action diplomatique auprès des États pontificaux, de 1860 à 1861 est importante et en 1862, il est envoyé à Paris puis en 1867 à Copenhague comme secrétaire de Légation.
Il rentre en Italie en 1870 où il occupe la charge de secrétaire général du Ministère des Affaires étrangères jusqu'en 1876. Il est nommé sénateur le 15 mai 1876 et il est considéré comme un des hommes politiques majeurs de la droite.

## Source
- (it) Cet article est partiellement ou en totalité issu de l’article de Wikipédia en italien intitulé « Isacco Artom » (voir la liste des auteurs).